# Sandra Hochhuth
Sandra Hochhuth (* 1981 in Kassel) ist deutsche Fernsehmoderatorin und -journalistin. Im SWR Fernsehen moderiert sie die Nachrichtensendung „SWR Aktuell Rheinland-Pfalz“.

## Leben und Wirken
Sandra Hochhuth studierte Politikwissenschaft sowie Medien- und Kommunikationswissenschaft an der Universität Göttingen. Von 2005 bis 2007 arbeitete sie als Reporterin für verschiedene Hörfunkprogramme des NDR. Danach absolvierte sie ein trimediales Volontariat beim SWR. Seit April 2009 arbeitet sie als Reporterin, seit August 2010 als Moderatorin für „SWR Aktuell Rheinland-Pfalz“.
| Personendaten    | Personendaten                         |
| ---------------- | ------------------------------------- |
| NAME             | Hochhuth, Sandra                      |
| KURZBESCHREIBUNG | deutsche Journalistin und Moderatorin |
| GEBURTSDATUM     | 1981                                  |
| GEBURTSORT       | Kassel                                |